# Yaakov Culi
Yaakov Culi (1685 o 1689-Constantinopla, 9 de agosto de 1732), también escrito Kuli, Kholi o Chuli; en hebreo: יעקב כולי‎) fue un rabino y comentarista bíblico sefardí de los siglos XVII y XVIII.

## Biografía
Pertenecía a una familia sefardí exiliada y fue nieto y discípulo de Moisés ibn Habib. Editó diversas obras importantes. El primer fruto de su actividad literaria fue la publicación de los escritos de su abuelo. Para ello, dejó Safed, donde al parecer residía, y se trasladó a Constantinopla. Mientras trabajaba en las obras de su abuelo, entabló en 1714 una estrecha relación con el rabino mayor de Constantinopla, Yehuda Rosanes (conocido también como Mishné LaMelej, por su obra principal), considerado en aquel entonces la máxima autoridad rabínica de Oriente. Rosanes nombró a Culi como dayán (juez rabínico), cargo que, junto con su labor como maestro, le aseguró una fuente estable de ingresos. En 1727, Culi publicó la obra de su abuelo titulada Shammot ba-Aretz, una recopilación de notas sobre varias secciones del Talmud.
Ese mismo año falleció Rosanes, dejando abundantes escritos en un estado muy desordenado. Para organizar tal material se requería un erudito de primer nivel, y Culi fue encargado de esta labor. Incluso para él supuso varios años de trabajo. En 1728 editó el libro de Rosanes Parashat Derajim, una obra de contenido tanto midrásico como halájico. Tres años después, publicó finalmente el voluminoso Mishné laMelej de Rosanes, uno de los comentarios más famosos sobre el Mishné Torá de Maimónides, enriquecido con numerosas notas propias. A ambas obras les escribió un prefacio.
Ese mismo año también editó el Ezrat Nashim de su abuelo, que incluye al principio dos responsa de su autoría.
Su obra más importante es su comentario a la Torá, titulado Me'am Loez, escrito en Salónica. Esta obra, altamente valorada por los judíos orientales, es un comentario enciclopédico y elaborado en ladino, que trata sobre la vida judía en todas sus dimensiones. El material proviene del Talmud, el Midrash y la literatura rabínica temprana. Sin embargo, Culi solo alcanzó a escribir los comentarios sobre el Génesis y dos tercios del Éxodo antes de fallecer. Debido a la enorme popularidad del Me'am Loez, otros rabinos prominentes de Turquía continuaron y completaron los volúmenes restantes.
Culi también escribió una obra halájica titulada Simanim le-Oraita, que quedó en manuscrito.

## Obras
- Prefacio al índice de Geṭ Pashuṭ de Ḥabib y al Mishné LaMelej de Rosanes;
- Responsum n.º 1 al final de Ezrat Nashim de Ḥabib;
- Azulai, Shem ha-Gedolim, voz correspondiente, y Yehuda Rosanes;
- Meyer Kayserling, Bibl. Esp.-Port.-Jud., págs. 55, 66;
- Moritz Steinschneider, Hebr. Bibl. xvii. 15 y ss.;
- Ídem, Cat. Bodl., col. 2926.